# Mayfield (Kansas)
Mayfield es una ciudad ubicada en el condado de Sumner en el estado estadounidense de Kansas. En el año 2010 tenía una población de 113 habitantes y una densidad poblacional de 376,67 personas por km².

## Geografía
Mayfield se encuentra ubicada en las coordenadas 37°15′44″N 97°32′49″O / 37.26222, -97.54694 (37.262336, -97.546881).

## Demografía
Según la Oficina del Censo en 2000 los ingresos medios por hogar en la localidad eran de $40,417 y los ingresos medios por familia eran $45,625. Los hombres tenían unos ingresos medios de $41,250 frente a los $24,500 para las mujeres. La renta per cápita para la localidad era de $18,399. Alrededor del 4.1% de la población estaban por debajo del umbral de pobreza.